# Niederländische Badmintonmeisterschaft 2003
Die Niederländische Badmintonmeisterschaft 2003 fand vom 31. Januar bis zum 2. Februar 2003 im Nationaal Badminton Centrum in Nieuwegein statt.

## Medaillengewinner
| Disziplin    | Gold                        | Silber                           | Bronze                              |
| ------------ | --------------------------- | -------------------------------- | ----------------------------------- |
| Herreneinzel | Dicky Palyama               | Gerben Bruijstens                | Eric Pang                           |
| Herreneinzel | Dicky Palyama               | Gerben Bruijstens                | Gijs van Heijster                   |
| Dameneinzel  | Yao Jie                     | Mia Audina                       | Judith Meulendijks                  |
| Dameneinzel  | Yao Jie                     | Mia Audina                       | Karina de Wit                       |
| Herrendoppel | Dennis Lens Joéli Residay   | Tijs Creemers Eric Pang          | Jordy Halapiry Youri Lapre          |
| Herrendoppel | Dennis Lens Joéli Residay   | Tijs Creemers Eric Pang          | Norbert van Barneveld Rolf Monteiro |
| Damendoppel  | Mia Audina Lotte Jonathans  | Judith Meulendijks Karina de Wit | Betty Krab Eva Krab                 |
| Damendoppel  | Mia Audina Lotte Jonathans  | Judith Meulendijks Karina de Wit | Brenda Beenhakker Lonneke Janssen   |
| Mixed        | Chris Bruil Lotte Jonathans | Dicky Palyama Yao Jie            | Donovan Cuntapay Maartje Verheul    |
| Mixed        | Chris Bruil Lotte Jonathans | Dicky Palyama Yao Jie            | Joéli Residay Eva Krab              |